# Stigmidium vezdae
Stigmidium vezdae är en lavart som beskrevs av Mario Matzer. Stigmidium vezdae ingår i släktet Stigmidium, och familjen Mycosphaerellaceae. Arten är reproducerande i Sverige.